# Eutropis carinata
Eutropis carinata (кілювата індійська мабуя) — вид сцинкоподібних ящірок родини сцинкових (Scincidae). Мешкає в Південній Азії.

## Поширення і екологія
Кілюваті індійські мабуї мешкають в Індії, Непалі, Бангладеш та на Мальдівах. Вони живуть у вологих і сухих тропічних лісах і чагарникових заростях. Живляться комахами та іншими безхребетними, іноді навіть дрібними хребетними. Відкладають яйця.